# Vochysia ferruginea
Vochysia ferruginea är en tvåhjärtbladig växtart som beskrevs av C. Martius. Vochysia ferruginea ingår i släktet Vochysia och familjen Vochysiaceae. Inga underarter finns listade i Catalogue of Life.

## Bildgalleri

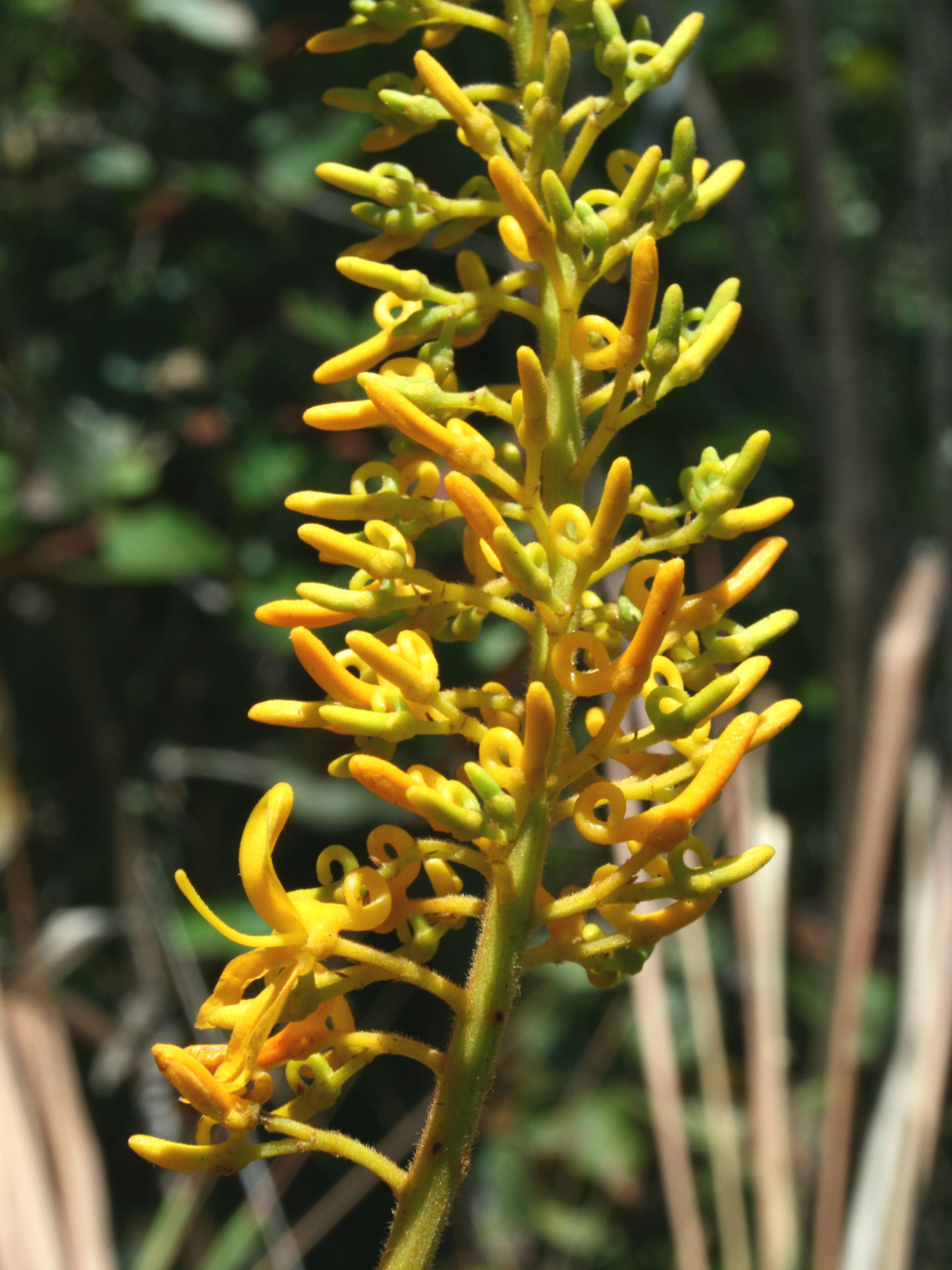
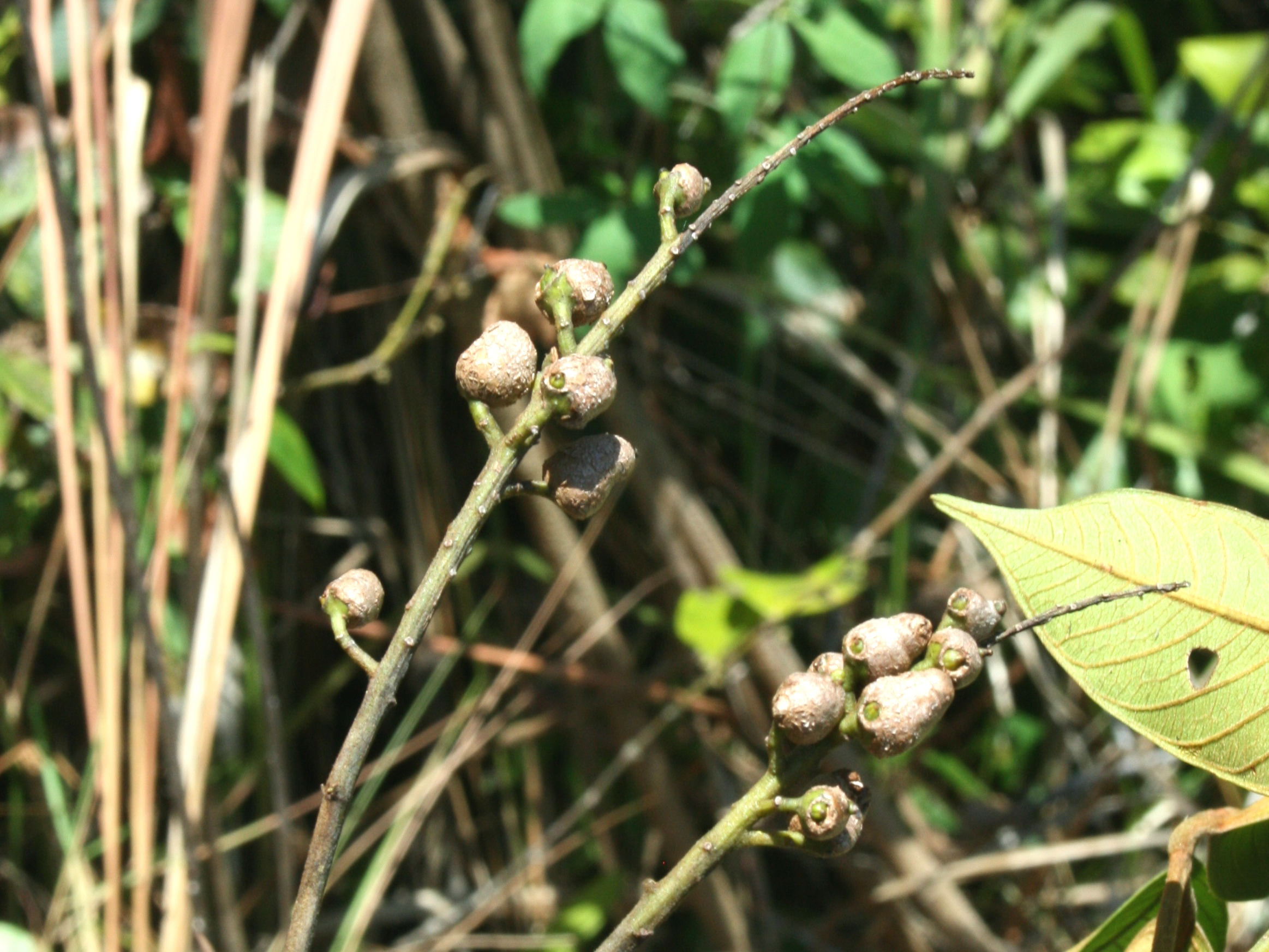
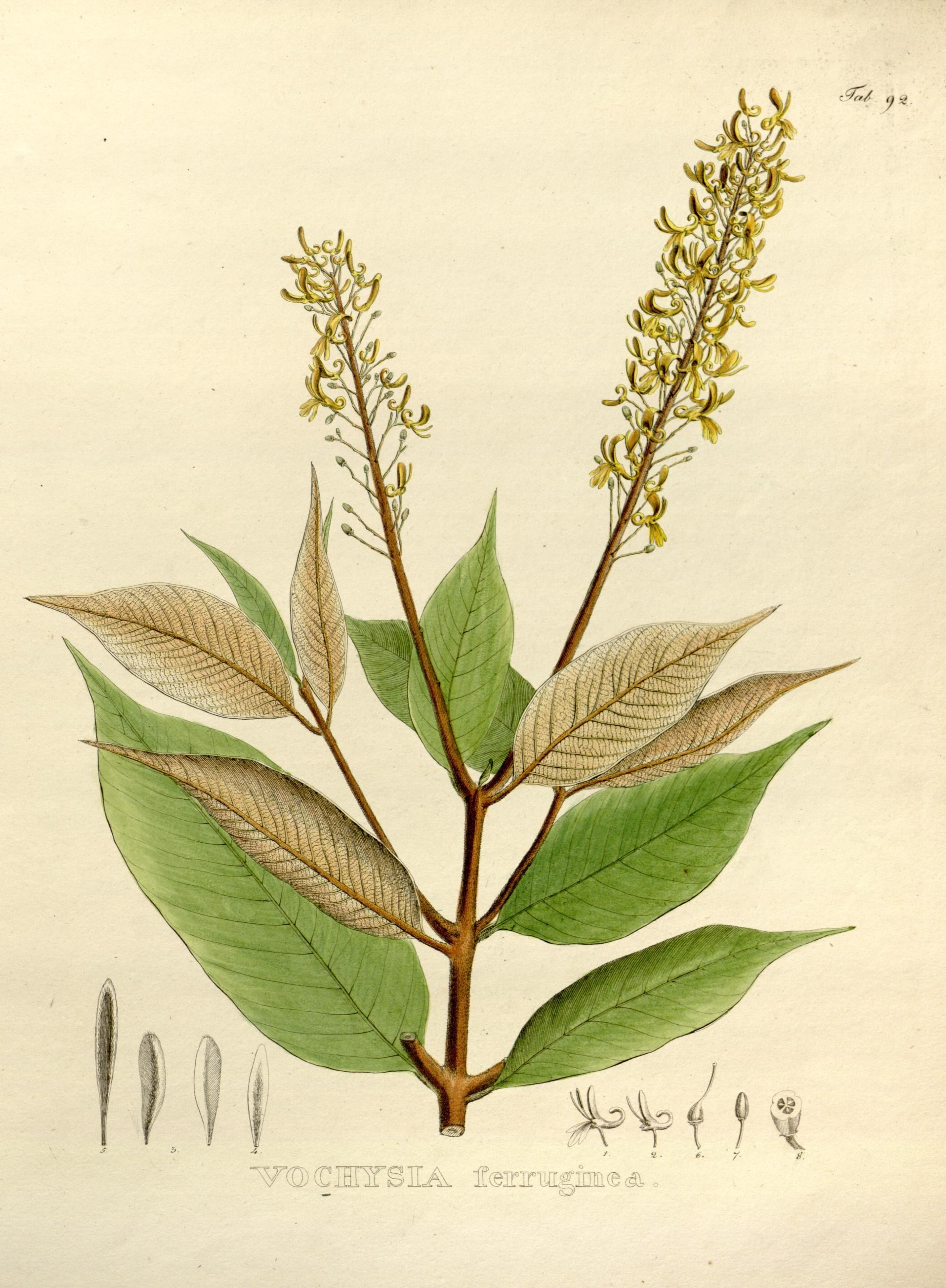